# Протоканонарх
Протоканона́рх (греч. πρωτοκανονάρχος — буквально: «первый канонарх» от греч. πρῶτος — «первый» + греч. κᾰνών — «канон» + ἄρχων, ἄρχοντος — «начальник») — чин в Константинопольской православной церкви в средние века, входил в состав восьмой пентады (пятерицы); канонарх, записанный первым в списке и исправляющий свою должность при патриаршем богослужении.
Протоканонарх и канонархи начинали в церкви пение канонов и руководили над другими в этом пении. Когда хор или по недостатку книг, или по другим подобным причинам, не мог удобно петь священные песни весь, протоканонархи и канонархи сперва правому хору подсказывали ясно и раздельно по одному стиху или по одной запятой (по коммам) один тропарь канона, а потом левому — другой, не прерывая пения.